# Oyin Oladejo
Oyin Oladejo (Ibadan, 23 settembre 1985) è un'attrice nigeriana naturalizzata canadese, nota per interpretare il personaggio di Joann Owosekun nella serie televisiva di fantascienza Star Trek: Discovery.

## Biografia
Oyin Oladejo nasce il 23 settembre 1985 a Ibadan, in Nigeria, e cresce a Lagos. All'età di 16 anni, nel 2001, si trasferisce in Canada. In origine pianifica di studiare legge, cosa che però poi rifiuta, ottenendo invece un lavoro come bigliettaia alla Canadian Opera Company, dove scopre la sua attitudine alla recitazione. Completa così gli studi con un corso in arte teatrale all'Humber College e alla Soul Pepper Academy, entrambe a Toronto.
Oltre a recitare regolarmente a teatro a Toronto, interpreta un ruolo secondario in un cortometraggio, ma le offerte cinematografiche tardano ad arrivare, così, come lei stessa dichiarerà in un'intervista, è sul punto di abbandonare la professione di attrice. Alla fine, seguendo il consiglio del suo agente, gira un video autoprodotto partecipando al casting di una produzione, senza neppure sapere di che cosa si tratti, grazie a questo viene scelta per il ruolo dell'ufficiale di plancia Joann Owosekun nella serie televisiva Star Trek: Discovery, sesta serie liva action del franchise di fantascienza Star Trek, che viene trasmessa a partire dal 2017. Joann Owosekun è un'ufficiale di plancia, sottotenente, addetta alle operazioni della nave stellare USS Discovery NCC-1031. Rimane a bordo della nave anche quando questa viene portata nel futuro da Michael Burnham (Sonequa Martin-Green), grazie alla tecnologia dell'Angelo Rosso, venendo promossa a tenente alla fine della terza stagione.
Continua a lavorare anche a teatro, dove, negli anni seguenti, interpreta Ofelia nell'Amleto di William Shakespeare e nel ruolo maschile di Lopahkin ne Il giardino dei ciliegi di Anton Čechov.

## Filmografia

### Attrice

#### Cinema
- Pond, regia di Tochi Osuji - cortometraggio (2017)

#### Televisione
- Star Trek: Discovery - serie TV, 46 episodi (2017-2022)
- Endlings - serie TV, 9 episodi (2020-2021)

### Doppiatrice
- Star Trek Logs - webserie, episodi 1x09-2x16 (2020-2022) - Joann Owosekun

### Produttrice
- Dear Jesus, regia di Kat Webber (2020)

## Trasmissioni televisive
- After Trek (2018)
- The Ready Room (2020)

## Teatro (parziale)
- In This World, Roseneath Theatre, Toronto (2013)
- Happy Place, Soulpepper, Toronto (2015)
- Marat/Sade, Soulpepper, Toronto (2015)
- Noises Off, Soulpepper, Toronto (2016)
- A Doll's House, Soulpepper, Toronto (2016)
- TomorrowLove, Outside the March, Toronto (2016)
- Hamlet, Shakespeare Theatre Company, Washington (2018)
- The Cherry Orchard, Crown's Theatre, Toronto (2019)
- The Father, Coal Mine Theatre, Toronto (2019)

## Riconoscimenti
- Dora Mavor Moore Award 
  - Miglior interpretazione individuale per In This World[1][9]
- Humber College
  - Edna Khubyar Acting Award[1][10]
- IGN Summer Movie Awards
  - 2019 – Candidatura al miglior cast televisivo per Star Trek: Discovery (condiviso con altri)